# あおもりTODAY
あおもりTODAY（あおもりトゥディ）は、1972年11月7日から2014年9月26日まで青森放送（RAB）で放送していたラジオ番組である。

## 概要
1972年11月7日の番組開始から1973年3月までは14:00～15:00、1973年4月からは14:00～15:25、1980年代中頃は14:00～15:30、1980年代末頃から1990年代初期は放送時間は14:00〜15:20、その後14:00～17:00までで、後に13:30〜17:00までとなったが、2006年10月2日からは11:55〜16:00に変更された（途中、2007年4月2日から12月29日までは「森に耳あり章二に目あり」放送に伴い10分短縮され11:55〜15:50となっていた）。但し、RAB携帯サイト内の当番組の放送時間は、2009年3月まで｢11:55-15:50｣のままとなっていた。
2012年10月1日より、放送時間が11:55〜15:00に短縮された。なお、2012年11月で放送開始から40年を迎えた。
2014年9月26日の放送をもって42年の歴史に幕を閉じた。

## 出演者
夏目と筋野及び成田は、後継番組「GO!GO!らじ丸」にも出演。

### 末期のパーソナリティ
月曜
- 麻生しおり（歌手。但し、交通機関の乱れやコンサート等営業で出演しない週があった　1996年4月～）
- 夏目浩光（2009年3月までRABアナウンサー、同年4月よりラジオ制作部のディレクターに異動となった為、月曜日のみのパーソナリティ。2006年9月までは木曜も、2009年3月までは火曜・水曜も担当　1995年4月～）

火曜
- 青山英次

水曜
- 青山英次（2014年4月2日から）
- 小林貴子（気象予報士･防災士、アップルウェザー所属）

木曜
- 筋野裕子

金曜
- 野坂真理

### ラジオカーリポーター
- 月曜～水曜：成田洋明（2012年10月1日から）
- 木曜：上野比呂企（2014年4月3日から）
- 金曜：オスカル・たいぞう（シンガーソングアーティスト）

### 日本原燃サイクル情報センター公開生放送担当
- 毎月第2水曜日に青森市役所向かいの日本原燃サイクル情報センターからの公開生放送を実施。
- 伊東幸子
- 桒子英里

### 上記以外の出演者

#### パーソナリティ
- 高森邦夫（1976年3月まで）
- 蔦谷信弘（月 - 木、1976年4月から）
- 鈴木伸夫（金、1976年4月から）
- 森山茂樹（月 - 水、1982年4月 - 1983年9月）
- 大竹辰也（1981年当時月 - 金 → 1982年当時木・金 → 月・火、1983年10月 - 1988年3月／金、1990年4月 - 1991年3月／金、1994年4月 - 1994年9月 → 月・金、1994年10月 - ）
- 綱川和夫（水 - 金、1983年10月 - 1988年3月／火、1994年10月 - ）
- 浜館明（月 - 木、1988年4月 - 1989年3月 → 月 - 水、1989年4月 - 1990年3月 → 月・火、1990年4月 - 1991年3月）
- 橋本康成（金、1988年4月 - 1989年3月）
- 佐藤義之（木・金、1989年4月 - 1990年3月）
- 足立美音（月、1990年4月 - 1991年3月）
- 笹森亜貴子（火、1990年4月 - 1991年3月）
- 窪寺美穂子（水、1990年4月 - 1991年3月 → 木・金、1991年4月 - 1992年3月）
- 大友寿郎（木、1990年4月 - 1991年3月）
- 二川原聡子（木・金、1990年4月 - 1991年3月）
- 米澤章子（月 - 水、1991年4月 - ）
- 岡田照幸（月 - 金、1992年4月 - → 月 - 木、1994年4月 - → 水・木、1994年10月 - 1995年3月）
- 秋山博子（1992年4月 - ）
- 中野陽子（1992年4月 - → 金、1994年4月 - 1994年9月）
- 上明戸華恵（月 - 木、1994年4月 - ）
- 原田賀子（現姓・葛西）（1995年4月 - ）
- 稲葉直子（1995年4月 - ）
- 松尾志織（1995年4月 - ）
- 工藤美緒子（旧姓・川村）（1995年10月 - ）
- 原口太平（2000年 - 2001年当時、木・金担当）
- 古池雄
- 田代あおい
- 後藤美穂子
- 山内千代子
- 鮫島大史
- 田村啓美（1994年4月から（月 - 木）→ 2014年3月26日まで、水曜担当）

#### その他
- 福村千賀子（1981年当時レポーター）
- 下田博次（1996年4月から出演）
- 田中次郎（木曜・又兵衛のコーナーに不定期出演、通称・小又兵衛）
- 亀井薫（水曜「お天気追跡隊」に出演）
- 外崎由希子（同上）
- 斎藤次郎（水曜14時台「めだかの学校」パーソナリティ。2006年1月11日水曜には約6年ぶりに番組に出演）
- さとうひでき（火曜14時枠のパーソナリティ）
- 金谷年展（2001年4月から出演）
- けんずろう（金曜「中小企業応援隊」に出演）
- 矢羽々恵匡（木曜「ラジオ雑貨店」第2週の中継担当）
- 菅原厚（同上、2009年3月まで）
- 秋山博子（金曜3時のケーキタイムのみ出演）
- 山谷真由美（後にサタデー夢ラジオの青森ラジオカーレポーターを担当した）
- 北川沙央理（ラジオカーリポート担当・〜2008年9月26日[2]）
- 永井まどか
- 上野由加里（金曜・新3時のケーキタイム担当）
  - 新人時代に同期の菅原・永井・上野の3人は共に水曜日「それいけ!お天気追跡隊」の「お天気ノー天気隊」隊員として番組にレギュラー出演していた。
- 工藤淳（気象予報士･防災士、アップルウェザー代表取締役社長兼青森県防災士会会長）
- 樋田かおり（水曜日の月一回、日本原燃サイクル情報センターからの公開放送担当、2011年3月迄）
- 吉田篤（気象予報士･防災士、アップルウェザー所属　小林貴子が産休の期間、代理で出演していた）
- 星和明（2009年4月6日から2012年9月25日まで、月曜・火曜ラジオカーリポーター）

## ディレクター

### 末期
- 月曜：今道隆
- 火曜：山内千代子(2012年8月14日より担当）
- 水曜：今道隆（2013年1月16日より担当）
- 木曜：山本鷹賀春
- 金曜：福岡夏希

### 上記以外
- 工藤美緒子（2012年4月1日付けでテレビ製作部に移動の為、3月末まで木曜日担当）
- 青山良平（2012年8月7日まで、火曜日を担当）
- 須藤義夫
- 田沢斉

## 末期の主なコーナー

### 11:55〜12:00
- TODAYファースト（NRNの企画ネット番組。前身のお昼はいただきミュージックランチの「ランチファースト」を引き継ぐ形）
  - 月曜（主に麻生と夏目のトーク）を除き日替わりの楽曲を流した後、当日の番組内容を短く紹介。
  - オープニング音楽はここでは流さず、12時台冒頭で流す。

### 12時台
カウキャッチャー相当枠として「パチンコライジンググループ」のCMが流れる。
- オープニング・ラジオカーリポート
- 東奥日報ニュース・天気予報
- プッシュプッシュプッシュ[4]
  - （月～水）おすすめ曲／カラオケベストテン（木）／邦楽チャート（金）
  - 月～水は各担当パーソナリティがセレクトした曲を紹介。木曜は第一興商DAMで歌われたランキングを、金曜は邦楽ランキング。県内のCDショップの売上げから決定したRABオリジナル邦楽チャートトップ20を紹介する。

- リクエスト紹介

『お昼はいただきミュージックランチ』時代より長めに（フルコーラスが多い）曲を流している。12時台に流れなかった分を補完する為、13時台後半、15時台にもリクエストを紹介する。
以上は『お昼はいただきミュージックランチ』から引き継がれたコーナー。
なお、前身の「お昼は…」から実施している青森市役所向かいの日本原燃サイクル情報センターからの公開生放送を継続する（4月～9月は1ヶ月に一回、10月～3月迄は2ヶ月に一回のペース、第2水曜）
担当アナ:伊東幸子、桒子英里

#### ネットコーナー
- トヨタ街角ステーション（木曜・NRN企画ネット番組）、（木曜12:50頃）

### 13時台
- ニュース
  - 00分のニュースは東奥日報ニュース。
  - 30分頃のニュースはRABニュース。尚、2008年9月26日まで番組開始時間だった名残でタイトルが無かった。因みに、13時30分頃のニュースは、元々「あおもりTODAY」は14時台開始であったため、14時台のニュースの役割りであった。
  - 13時30分頃のRABニュースは通常MCが担当するが、金曜MCの野坂はアナウンサーでないため、RABのアナウンサーが担当する。

（2012年10月1日から通年放送）
- 大相撲をより面白く観る方法（13時15分頃・「あおもりTODAY」の時間短縮に伴い、15時20分から移動。）
- はいうぇい人街ネット青森（金曜13時20分頃）

#### 通年放送
（2006年10月から通年放送）
- 天気予報・交通情報（2008年10月から、マルハンの1社提供による「マルハン お天気&交通情報」として放送）
- びゅうプラザトラベル情報(2008年9月26日までは｢JR情報｣として放送)
  - 内容は、列車の指定席空席情報とお得な旅情報を紹介する。
- はぴねすくらぶラジオショッピング（月曜・13時40分頃）
- エコアライブいきいき健康ショッピング（火曜、金曜・13時40分頃）

#### 夏季（4月から9月まで）のみの放送
- こんにちは青空たのしです（栃木放送・NRN・13時50分頃）
  - あおもりTODAYが13時30分開始時代の期間途中までは、13:20〜13:25の独立番組だった。

#### 冬季（10月から3月まで）のみの放送
- 2006年度からは無し

#### ネットコーナー（2006年10月2日より）
- ドライバーズ・リクエスト（TBSラジオ）
- 日本列島ほっと通信（同上）
  - なお、上記2番組は、2006年9月29日まで独立番組だった。
  - ｢日本列島ほっと通信｣で月末に放送される「各局アナウンサー60秒対決」において、青森県からの対決がある場合は、放送される曜日の担当MCが登場した。

### その他
- 基本的には11時台から13時台前半は、2006年9月29日までの編成を踏襲している。

### 14時台

#### 月曜「月曜ラジオバザール」
（1996年4月スタート）
- コーナーコンセプトは「あなたの夢を応援」というものだが、メッセージテーマは基本的に自由で、色々なリスナーからの話題を紹介する。
  - なお、当コーナーは年何回かRABのスタジオ以外から公開生放送が実施される。

#### 火曜「火曜なんだ?かんだ!」
- 青山アナとリポーター・スタッフが気になる出来事や言葉･人を調べる企画。
  - なお、2009年3月まで放送していた「木曜ラジオ雑貨店」第5木曜の「民謡の先達を訪ねる」は同年4月以降、このコーナーの中で放送される（主に第5火曜）。ひきつづき「じょっぱり一座」の又兵衛（山本柳蔵）と西川洋子が出演する。

#### 水曜「晴れときどき はれドキらじお」
（2010年10月スタート）
- 天気にまつわる色々な質問や知識を紹介する。リクエスト天気のコーナーもある。

#### 木曜「情報新鮮!筋野商店」
（2009年4月スタート）
- 第1木曜…今週の特選
- 第2木曜…GO!GO!川柳（前身の「木曜ラジオ雑貨店」より継承）
- 第3木曜…ジョイ!ポップス（同上）
- 第4木曜…生活ジョーズ
- 第5木曜…筋野カフェ
  - なお、「筋野商店」のタイトルは木曜日の番組全体のサブタイトルとして使用される（「あおもりTODAY 筋野商店」）。また、15時台には「筋野商店」のジングルが流れる。このタイトルは、筋野の実家で営んでいる商店（酒屋）の名前からそのまま流用している（一部では「筋野酒店」といわれることもある）。

#### 金曜「オスカルが行く 中小企業応援隊」
- オスカル・たいぞうが青森県内の中小企業を訪れ、その中小企業のテーマソングを作る。作られた曲はCDにしてその企業に贈られる。一部企業のテーマソングは、ラジオCMに流れている。
- ジャパネットたかたラジオショッピング（月曜～金曜・14時45分頃）

## 上記以外のコーナー

### 末期以前に終了となったコーナー
- 月曜ルポ（1975年当時）
- 奥様情報（月曜・1975年当時）
- 忘れ物拾得物情報（火曜・1975年当時）
- ナツメロコーナー（火曜・1975年当時）
- ドライバー情報（火曜・1975年当時）
- あの人・この人（水曜・1975年当時）
- フォークソングリクエストコーナー（水曜・1975年当時）
- こんにちはヤングレディー（木曜・1975年当時）
- ベストセラー情報（木曜・1975年当時）
- レイク情報（木曜・1975年当時）
- レコード情報（金曜・1975年当時）
- レジャー情報（金曜・1975年当時）
- 釣り情報（金曜・1975年当時）
- テレフォンコラム 蔦谷信弘のなんでも相談（1977年当時）
- あなたのホット情報（1977年当時）
- 記者・取材協力員リポート（1977年当時）
- TODAY特別企画（1977年当時）
- 民謡教室 只今生徒募集中!（金曜・1976年当時）
- 奥様プレゼント（金曜・1977年当時）
- おしゃれ情報（金曜・1977年当時）
- ふれあいマイク（1982年当時）
- 電話で失礼（1982年当時）
- なんでもテレホン（1982年当時）
- ハッピーコール・ハッピーバースデー（1982年当時）
- FMカーに集合（1982年当時）
- 医療相談（1987年当時）
- 園芸相談（木曜・1988年9月頃まで）
- こだわりTODAY（1988年10月頃～）
- ハーモニーコンビレポート（1989年4月頃～1992年3月頃）
- おもしろネットインとうほく（1992年4月頃～）
- 健康相談（月曜・1992年4月頃～）
- 井戸端ミーティング（火曜・1992年4月頃～1994年9月）
- こだわれば音楽（木曜・1992年10月頃～）
- ほっと一息裕子です（ニッポン放送制作・1992年10月[5]-1996年9月）
- 会津孝雄の味見亭（木曜・1992年10月29日～1993年3月）
- ニューヨーク情報 → 海外ホット情報 → ソウル・ハバロフスク情報（金曜・1992年～）
- 魅惑のヒットパレード（1992年から）
- 週末情報（「人生よもやまばなし」「温泉めぐり」など）（金曜・1993年4月～）
- アスパム情報館（木曜・1993年4月～）
- 笑って!許して!武勇伝!!（金曜・1994年4月～）
- おっかけ倶楽部（火曜・1994年10月～）
- ラジオ伝言板
- ラジオ建設トピックス（2005年夏季まで）
- めだかの学校（1992年4月頃～2000年）
- ラジオジャーナル（火曜・2001年4月～）
- 3時のニュースデスク（2004年頃まで。当枠は、後に「こちら東奥日報です」として継続。）
- 日清クイズ世界はグル麺だ（2006年9月25日まで。｢月曜ラジオバザール｣に内包の形だった）
- RABヘッドラインニュース（15時台。2006年9月29日まで）
- 介護保険制度ご存知ですか（2007年3月27日まで。尚、コーナー開始から2006年9月28日までは毎週木曜日、2006年10月31日から2007年3月27日までは最終火曜日の放送だった。）
- エネルギー探偵事務所〜あけっちー助手の調査報告書〜（2007年3月26日まで）
- 十和田市人物伝（2007年3月30日まで。尚、当コーナーのスポンサーは、「大相撲をより面白く観る方法」にシフトした。）
- ジョブカフェ・スクールレディオ（木曜）
- 大沢悠里のにっぽん元気カンパニー（TBSラジオ制作・金曜）
- 又兵衛のそれでいいのか（木曜）
- 木曜ラジオ雑貨店（2009年3月まで。内容は2009年4月～の「筋野商店」に引き継ぐ）
- 水曜「それいけ!お天気追跡隊」（2010年9月まで）
  - 天気にまつわる色々な質問や知識を紹介する。リクエスト天気のコーナーもある。
  - 当コーナーは、1999年7月7日開始で、2009年4月22日にはコーナー開始から500回、同年6月24日にはコーナー開始から10年を迎える。
  - また、コーナー担当の工藤淳は、2009年3月までは12時台から出演していたが、同年4月からは14時からの出演となっている。
  - 尚、｢お天気リクエスト｣の締め切り時間は、2009年3月までは当日15時だったが、同年4月以降は2日前の月曜日に変更された。
- ラジオHAPPY健康クラブ（金曜15:35頃）
  - ロート製薬とハッピー・ドラッグ（丸大サクラヰ薬局）の提供だが、コーナーの冒頭にロート製薬の歌（オープニングキャッチ）が流れていた。放送当時、青森県内の放送局ではこの番組でのみロート製薬の歌が流れていた[6]。なお、RABにおける「ロート製薬の歌」のオープニングキャッチはテレビで1980年代後半まで日本テレビ系列の月曜19時30分枠の番組冒頭で流れて以来であり、在青民放局でも1993年にTBS系列の青森テレビで放送されていた「クイズテレビずき!」以来となる。
- うっちゃんのあしたもホウサク

#### ネットコーナー
- サウンドトラベル（ニッポン放送・2008年度から2012年度の夏季編成時のみ）

### 内包から外れたコーナー

#### 2006年9月29日まで内包
- 魅惑のヒットパレード（16時台）
- 海の気象ニュース（同上）
  - 16時台のコーナーはスポンサーがついているため、2006年10月以降は、｢あおもりTODAY｣が16時終了に伴って独立した番組として継続。なお、「海の気象ニュース」の進行は当番組パーソナリティやリポーター担当のアナウンサーで放送を継続。『あおもりTODAY』から外れたころはBGMに松岡直也の「あの夏の日を」が使用されていた。
  - なお、はいうぇい人街ネット青森は、2010年4月から2012年9月までは金曜14:55、2012年10月から13:20に移動し、再内包となっている。

#### 2012年9月28日まで内包
- こちら東奥日報です
- 快適生活ラジオショッピング（水曜以外、15:10頃）
- 川徳とっておきガイド（水曜のみ、15:10頃）
- ラジオ伝言板（15:25頃）
- 放課後リクエスト（水曜15:35頃）
- 諦めないで!リクエスト（木曜15:35頃）
- 高島記者のお江戸レポート（金曜15:40頃）
- ラジオカーラストレポート（15:50頃）
- 今日の妄想（木曜15:50頃･青山英次アナの妄想を電波に乗せてしまう大胆なコーナー）
  - 上記コーナーは、2012年10月1日以降、コーナー廃止やほかの時間に移動、及び後番組のAN-HITORIにコーナー名を変えて内包されることになった。

## 番組内のBGMについて
- 天気予報で使われているBGMは、2009年3月まで今井美樹の唄で知られる「彼女とTIP ON DUO」のインストであった。尚、このインスト及び曲の長さは、約3分50秒である。尚、2009年1月26日の放送では、12時07分頃(お昼の東奥日報ニュース前)に今井が歌う「彼女とTIP ON DUO」が放送された。
- 2006年11月から2009年3月まで交通情報内で流れるBGMは、今日も!あさぷり内で流れるものと共通化された。2006年秋の改編時のごく初期はサタデー夢ラジオの交通情報のBGMが使われていた。
- JR空席情報で使われている（以前は交通情報にも使われていた）BGMは東北放送テレビの『イブニングニュースTBC』のオープニングで使われていた。
- 2010年3月まで「ラジオ伝言板」の各放送局別の提供の時に流れていたBGMは、松岡直也の「GIRL IN THE MIRROR」である。
- 水曜日「それいけ!お天気追跡隊」で15時台のお天気リクエストで流れるBGMは、｢マントバーニーオーケストラ｣の｢シャルメーヌ｣[7]である。
  - 尚、2009年4月1日から12時00分のオープニングBGMを除くその他のBGMは、全て変更された。
- 2007年3月26日まで毎週月曜15時35分頃に放送していた「エネルギー探偵事務所〜あけっちー助手の調査報告書〜」のコーナー前半で流れていたBGMは、東京メトロポリタンテレビジョンで開局初期の天気情報内で流れていたものが使われていた。
- 2006年9月までは番組オープニング曲にT-SQUAREのGO FOR ITが使われていた。
- RABヘッドラインニュースのBGMは、T-SQUAREのCONTROLを使用していた。

## その他
- 2011年8月1日からは、USTREAMを使って配信を行っていて、放送時間のうち14:00から15:00まで実施。